# Caubios-Loos
Caubios-Loos è un comune francese di 496 abitanti situato nel dipartimento dei Pirenei Atlantici nella regione della Nuova Aquitania.

## Società

### Evoluzione demografica
Abitanti censiti